# Trần Quốc Tảng
Hưng Nhượng vương Trần Quốc Tảng (chữ Hán: 興讓王陳國顙, 1252 - 1313) một tông thất hoàng gia, tướng lĩnh quân sự Đại Việt thời Trần. Ông là con trai thứ ba của Hưng Đạo đại vương Trần Quốc Tuấn và Thiên Thành Trưởng công chúa. Ông đã cùng cha chỉ huy quân dân đánh quân Nguyên xâm lược vào thời Trần Nhân Tông.

## Sự nghiệp
Tháng 12 âm lịch năm Thiệu Bảo thứ 6 (1284), quân Nguyên Mông xâm lược Đại Việt lần thứ hai. Được tin đại quân do Hưng Đạo vương Trần Quốc Tuấn chỉ huy thua các trận đánh quân Nguyên ở biên giới và rút về Vạn Kiếp, vua Trần Nhân Tông sai ông cùng Hưng Vũ vương Trần Quốc Nghiễn, Minh Hiến vương Trần Quốc Uất và Hưng Trí vương Trần Quốc Hiện đốc suất 20 vạn quân các xứ Bàng Hà, Na Sầm, Trà Hương, Yên Sinh, Long Nhãn đến hội ở Vạn Kiếp, theo quyền điều khiển của Hưng Đạo vương để chống quân Nguyên. Năm 1289, sau 2 lần đánh bại quân Nguyên, thượng hoàng Trần Thánh Tông, vua Trần Nhân Tông xét công phạt tội, gia phong Hưng Đạo vương làm Đại vương, Hưng Nhượng vương làm Tiết độ sứ.
Tuy nhiên, ông cũng là người từng đưa ra ý kiến với cha đẻ là nên cướp ngôi vua của nhà Trần khi đất nước lâm nguy, chính vì thế ông bị cha đẻ rút gươm định giết, may nhờ có Hưng Vũ vương Trần Quốc Nghiễn biết và vội chạy tới khóc lóc xin chịu tội thay, bấy giờ Trần Quốc Tuấn mới tha.
Năm 1297, vua Trần Anh Tông cử ông đem quân đi đánh sách Sầm Tử. Thời Trần Anh Tông, Hưng Nhượng vương rất ghét Nhập nội hành khiển thượng thư tả bộc xạ Trần Khắc Chung, mỗi khi thấy Khắc Chung thì mắng phủ đầu: "Thằng này là điềm chẳng lành đối với nhà nước. Họ tên nó là Trần Khắc Chung thì nhà Trần rồi mất về nó chăng?". Khắc Chung thường sợ hãi né tránh.
Ông mất tháng 3 âm lịch, năm Hưng Long thứ 21 (1313). Năm 1314, ông được truy tặng Thái úy.

## Trấn giữ Hải Ninh-An Bang
Các quyển chính sử như Đại Việt Sử ký Toàn thư hay Khâm định Việt sử Thông giám Cương mục không ghi chép nhiều về hành trạng của ông cho nên không thể biết chắc chắn ông có từng sống và chỉ huy quân đội tại khu vực ngày nay thuộc tỉnh Quảng Ninh hay không.
Việc ông từng trấn giữ khu vực này chỉ được chép trong một số sách như Trần triều hiển thánh Chính kinh tập biên do đền Ngọc Sơn Hà Nội khắc in năm 1900, hiện lưu trữ với ký hiệu A.2382 tại Viện Nghiên cứu Hán Nôm Hà Nội. Trong đó viết rằng: "Quốc Tuấn công cho rằng, con trai tính ưa cương dũng ấy (tức Trần Quốc Tảng), không theo đúng đạo làm con, bèn nổi giận lôi đình, đày ra cửa bể Suất ti tuần thuộc phủ Hải Ninh, lộ An Bang". Việc này có lẽ bắt nguồn từ Hoàng Việt văn tuyển của Bùi Huy Bích (1744-1818), trong đó tác giả cho rằng Hưng Ninh vương là Trần Quốc Tảng, trong khi An Nam chí lược của Lê Tắc soạn năm 1335 viết rất rõ rằng Hưng Ninh vương Trần Tung là anh họ của Thế tử (chỉ Trần Thánh Tông) và Thế tử mất năm 1290. (Nguyên tác: Qua tháng 2, Thế tử khiến anh họ là Hưng Ninh vương Trần Tung nhiều lần tới xin đầu hàng, có ý làm cho quân ta mệt mỏi rồi ban đêm cho quân cảm tử tới quấy rối các đồn và Năm Canh Dần hiệu Chí Nguyên (1290) Thế tử mất, con là Trần Nhật Tôn kế lập.).
Xét theo phả hệ nhà Trần thì Trần Quốc Tảng chỉ ngang vai và là anh họ của Trần Nhân Tông, phải gọi Trần Thánh Tông bằng chú xưng cháu nên Hưng Ninh vương không thể là Trần Quốc Tảng.

## Điển tích
Yên Sinh vương Trần Liễu trước đây vốn có hiềm khích với Trần Thái Tông, mang lòng hậm hực, tìm khắp những người tài nghệ để dạy Hưng Đạo vương Quốc Tuấn. Lúc sắp mất, Yên Sinh cầm tay Quốc Tuấn trối trăng rằng: "Con không vì cha lấy được thiên hạ, thì cha chết dưới suối vàng cũng không nhắm mắt được?".
Trần Hưng Đạo ghi điều đó trong lòng, nhưng không cho là phải. Một hôm ông đem chuyện hỏi Quốc Tảng, và Quốc Tảng tiến lên thưa: " Tống Vũ Đế vốn là một ông lão làm ruộng, đã thừa cơ dấy vận nên có được thiên hạ".
Quốc Tuấn rút gươm kể tội: "Tên loạn thần là từ đứa con bất hiếu mà ra", định giết Quốc Tảng, Hưng Vũ vương hay tin, vội chạy tới khóc lóc xin chịu tội thay, Quốc Tuấn mới tha. Đến đây, ông dặn Hưng Vũ Vương: "Sau khi ta chết, đậy nắp quan tài đã rồi mới cho Quốc Tảng vào viếng".

## Vinh danh
Ông được thờ tại một số nơi như Đền Cửa Ông (phường Cửa Ông, thành phố Cẩm Phả, Quảng Ninh), miếu thờ tại đình Tả, xã Trác Châu (nay là thôn Trác Châu, xã An Thượng, thành phố Hải Dương), Văn Miếu (hay còn gọi là Văn Chỉ Linh Khê) thuộc thôn Linh Khê, xã Thanh Quang, huyện Nam Sách, đình Phúc Xá A, xã Cẩm Phúc, huyện Cẩm Giàng.
Trần Quốc Tảng cũng được thờ ở di tích chùa Đẩu Long, phường Tân Thành, thành phố Hoa Lư, Ninh Bình tương truyền ông từng có thực ấp ở đây.
Tên ông được đặt cho nhiều đường phố tại các thành phố trên khắp Việt Nam như Hạ Long (từ đường Trần Hưng Đạo đến phố Vạn Xuân), Cẩm Phả (từ đường Lý Thường Kiệt đến đường Hoàng Quốc Việt), Móng Cái, Bắc Ninh, Nam Định, Long Xuyên, ...

## Gia đình
- Phu nhân: Bảo Huệ quốc mẫu, không rõ xuất thân.
- Hậu duệ:

1. Văn Huệ vương Trần Quang Triều, lấy Thượng Trân công chúa Trần Thị Thục Tư, con gái Trần Nhân Tông.
2. Văn Đức Phu nhân,bà là nguyên phối và được lập làm Hoàng thái tử phi của Trần Anh Tông khi còn ở tiềm để. Sau khi Anh Tông lên ngôi thì bị phế khi chưa làm Hoàng hậu.Không rõ nguyên nhân và cuộc sống sau này.
3. Bảo Từ Thuận Thánh Hoàng hậu Trần Thị Phùng.Chị gái bị phế thì được sắc phong làm Thánh Bà Phu nhân[8]. Năm Hưng Long thứ 17 (1309) được sách lập làm Hoàng hậu của Trần Anh Tông.
4. Uy Huệ vương Trần Nguyên Đức, có con gái là Nguyên Huy Quận chúa